# Hippobote
Hippobote, en grec ancien Ἱππόβοτος, est un historien de la philosophie du IIe siècle av. J.-C..

## Notice historique
Ses deux ouvrages, Sur les écoles de pensée et Répertoire des philosophes, sont cités à plusieurs reprises par Diogène Laërce.

## Sources
- Diogène Laërce, Vies, doctrines et sentences des philosophes illustres [détail des éditions] (lire en ligne), Livre VIII, 2 (50-52)
- (fr) Pierre Pellegrin (dir.) (trad. du grec ancien), Aristote : Œuvres complètes, Paris, Éditions Flammarion, 2014, 2923 p. (ISBN 978-2-08-127316-0)